# Плоц, Павел (биатлонист)
Павел Плоц (чеш. Pavel Ploc; 26 декабря 1943, Пардубице — 3 февраля 2024) — чехословацкий биатлонист, участник Олимпийских игр, победитель чемпионатов Чехословакии.

## Биография
Павел Плоц родился 26 декабря 1943 года в чехословацкой Пардубице.
За свою биатлонную карьеру 24 раза становился чемпионом Чехословакии.

Принял участие в двух Олимпийских играх: в 1968 году и в 1972 году.
Результаты на Олимпийских играх
| Год  | Место проведения | Индивидуальная гонка | Эстафета |
| ---- | ---------------- | -------------------- | -------- |
| 1968 | Гренобль         | 15                   | —        |
| 1972 | Саппоро          | 47                   | 12       |

Принимал участие в 4-х чемпионатах мира. Чемпионат мира 1969 года стал самым успешным для Павла: в индивидуальной гонке он показал 8-й результат, а в мужской эстафете Ладислав Жижка, Павел Плоц, Станислав Файставр и Владимир Ержабек заняли четвертое место. Этот результат в эстафетной гонке был лучшим в истории Чехословакии, чешским спортсменам не удавалось его повторить на протяжении 50 лет, и только на чемпионате мира 2019 года в Эстерсунде Чехия вновь стала четвёртой в мужской эстафете.
Результаты на Чемпионатах мира
| Год  | Место проведения | Индивидуальная гонка | Эстафета |
| ---- | ---------------- | -------------------- | -------- |
| 1965 | Эльверум         | 46                   | —        |
| 1967 | Альтенберг       | 13                   | 10       |
| 1969 | Закопане         | 8                    | 4        |
| 1970 | Эстерсунд        | 12                   | 9        |

После завершения спортивной карьеры в 1975 году посвятил себя сыновьям и тренерской деятельности с молодыми лыжниками. Кроме того, любил теннис и занимался им до позднего возраста.
В 2016 году Павел Плоц был включен в Зал славы чешского биатлона вместе с его коллегами, с которыми он на чемпионате мира 1969 года в мужской эстафете занял 4 место.
Павел Плоц умер 3 февраля 2024 года в возрасте 80 лет. В последние два года он боролся с тяжелой болезнью.
У Павла есть два сына — Томаш и Павел. Старший сын Павел — двукратный олимпийский призер по прыжкам с трамплина.